# Mfandena
 (janvier 2022).
Si vous disposez d'ouvrages ou d'articles de référence ou si vous connaissez des sites web de qualité traitant du thème abordé ici, merci de compléter l'article en donnant les références utiles à sa vérifiabilité et en les liant à la section « Notes et références ».
 (janvier 2022).
La mise en forme du texte ne suit pas les recommandations de Wikipédia : il faut le « wikifier ».
Les points d'amélioration suivants sont les cas les plus fréquents :
- Les titres sont pré-formatés par le logiciel. Ils ne sont ni en capitales, ni en gras.
- Le texte ne doit pas être écrit en capitales (les noms de famille non plus), ni en gras, ni en italique, ni en « petit »…
- Le gras n'est utilisé que pour surligner le titre de l'article dans l'introduction, une seule fois.
- L'italique est rarement utilisé : mots en langue étrangère, titres d'œuvres, noms de bateaux, etc.
- Les citations ne sont pas en italique mais en corps de texte normal. Elles sont entourées par des guillemets français : « et ».
- Les listes à puces sont à éviter, des paragraphes rédigés étant largement préférés. Les tableaux sont à réserver à la présentation de données structurées (résultats, etc.).
- Les appels de note de bas de page (petits chiffres en exposant, introduits par l'outil «  Source ») sont à placer entre la fin de phrase et le point final[comme ça].
- Les liens internes (vers d'autres articles de Wikipédia) sont à choisir avec parcimonie. Créez des liens vers des articles approfondissant le sujet. Les termes génériques sans rapport avec le sujet sont à éviter, ainsi que les répétitions de liens vers un même terme.
- Les liens externes sont à placer uniquement dans une section « Liens externes », à la fin de l'article. Ces liens sont à choisir avec parcimonie suivant les règles définies. Si un lien sert de source à l'article, son insertion dans le texte est à faire par les notes de bas de page.
- La présentation des références doit suivre les conventions bibliographiques. Il est recommandé d'utiliser les modèles {{Ouvrage}}, {{Chapitre}}, {{Article}}, {{Lien web}} et/ou {{Bibliographie}}. Le mode d'édition visuel peut mettre en forme automatiquement les références.
- Insérer une infobox (cadre d'informations à droite) n'est pas obligatoire pour parachever la mise en page.

Pour une aide détaillée, merci de consulter Aide:Wikification.
Si vous pensez que ces points ont été résolus, vous pouvez retirer ce bandeau et améliorer la mise en forme d'un autre article.
Mfandena (I et II) est un nom de quartier de la ville de Yaoundé, capitale du Cameroun, situé dans la commune d'arrondissement de Yaoundé V dans la communauté urbaine de Yaoundé.

## Étymologie
Le nom Mfandena |mfandəna| doit son origine aux Emɔmbɔ. D'après la tradition orale, ils devaient se reloger pour des besoins administratifs pendant la période coloniale. Vu leur importance numérique, ils trouvèrent ces endroits insignifiants. Ils appelèrent ces lieux |mfandəna| pour dire « étriqué, petitesse ».

## Historique
Mfandena I et Mfandena II sont un ensemble de hameaux peuplés depuis la période coloniale au Cameroun. Ils sont délimités par les rivières Mfoundi, Tongolo et Ebogo et le cours d'eau Minlo « les têtes », où le chef Emombo Edzoa Mbédé, jetait les têtes décapitées des récalcitrants à l'autorité. Mfandena I fait référence à Elig Edzoa Mbédé ou encore Elig Ahanda Mvogo tandis que Mfandena II rappelle entre autres Nkol Esong, Afan Meyong Ndzengue, Mful Ayéné.

## Population
Le peuple Emombo est considéré comme autochtone. On y retrouve une population extrêmement cosmopolite avec diverses représentations religieuses.

## Institutions

### Administration
Centre Régional des Impôts du Centre I
Bureau Central des Recensements et des Études de Population (BUCREP)
Brigade de Ngousso

### Éducation
École publique de Mfandena
MEDISCHOOL - Centre de formation paramédicale
Centre De Formation Professionnelle Powerbache Éducation À Yaoundé
Institut International des Assurances

### Santé
Pharmacie ATHERA
Pharmacie La Concorde
Pharmacie du Stade
Pharmacie Urbaine
Cabinet de gynécologie obstétrique - Dr Francis ELEMVA

### Organisation non - gouvernementale
FAIRMED

### Sports et loisirs

#### Centres culturels
Foyer Communautaire Babouin Tout De Yaoundé
Centre culturel UBUNTU

#### Football
Stade Annexe 2
Stade Omnisports Amadou AHIDJO

#### Lieux de loisirs
Fair - Play
Le Bistro Titi Garage

## Activités économiques
La Caserne des meubles
Psychee by NK
Orca